# Нумбуло
Нумбуло (греч. Νούμπουλο) — греческая сыровяленная колбаса из свинины.
Блюдо создано на греческом острове Корфу. Оно готовится из цельной свиной вырезки с добавлением соли и специй и замариновано в вине. Затем его помещают в кишку, обычно вместе с полоской жира и коптят над смесью трав, включая шалфей, лавр, тимьян, фисташек и мирт.
Название блюда происходит из венетского языка и означает поясница. Его употребляют тонко нарезанным, обычно со свежим хлебом. Блюдо традиционно подают в качестве закуски на Рождество и Новый год.